# Corporation for Public Broadcasting
Pour les articles homonymes, voir CPB.
La Corporation for Public Broadcasting (CPB) est un organisme américain non gouvernemental chargé de promouvoir et de soutenir financièrement les médias et le contenu audiovisuels publics. Il a été fondé en 1967, à la suite du vote de la loi sur l'audiovisuel public qui lui permet d'être financé par des fonds publics fédéraux.

## Histoire
La CPB est à l'origine de la création dans les années 1970 de PBS, réseau de télévision public américain, et de NPR, principal réseau de radiodiffusion public.
Contrairement à d'autres pays, comme le Royaume-Uni par exemple, où l'audiovisuel public appartient à l'État et est majoritairement voire intégralement financé par les fonds publics, aux États-Unis le financement de CPB ne constitue qu'un part minoritaire du budget des médias publics. Le financement des médias publics est financé par les auditeurs, par les dons de fondations ou de sociétés privées, et par les États.
Le 1er août 2025, la Corporation for Public Broadcasting annonce sa fermeture, pour janvier 2026.